# Urartu Fowtbolayin Akowm
El Urartu FA (o Urartu Fowtbolayin Akowm, en armeni: Բանանց Ֆուտբոլային Ակումբ), és un club armeni de futbol de la ciutat de Yerevan.

## Història
El club va ser fundat el 20 de gener de 1992 a la ciutat d'Abovian, amb el nom de Banants Kotayk.
El 1995 es fusionà amb el Kotayk Abovyan, desfent-se el 2001, any en què es traslladà a Yerevan. El 2003 es fusionà amb l'Spartak Yerevan, esdevenint aquest club en el segon equip del Banants.

## Palmarès
Premier liga (2)
2013-14, 2022-23
Copa armènia de futbol (2)
1992, 2007

## Futbolistes destacats
- Ararat Arakelyan
- Razmik Grigoryan
- Ara Hakobyan
- Aram Hakobyan
- Samvel Melkonyan
- Rafael Nazaryan
- Yegishe Melikyan
- Gevorg Ghazaryan
- Vahe Tadevosyan
- Aram Voskanyan
- Arthur Voskanyan
- Tigran Yesayan
- Eugene Ssepuuya
- Oleksandr Kútxer
- Dmytro Vorobeyev
- Yevgeni Matyugin
- Marko Markov
- Plamen Krumov